# Krystal Forgesson
Krystal Forgesson (Auckland, 7 de septiembre de 1982) es una exjugadora neozelandesa de hockey sobre césped.

## Trayectoria
Forgesson debutó con la selección de Nueva Zelanda en el año 2005. Tuvo su primera participación olímpica en Pekín 2008. En los Juegos Olímpicos de Londres 2012 llegó a semifinales, pero perdió ante Países Bajos. En el partido por la medalla de bronce cayó ante Reino Unido.